# Озёрское (Сахалинская область)
Озёрское — село в Корсаковском городском округе Сахалинской области России. До 2004 года посёлок городского типа Озёрский.

## Название
Айнское первопоселение на месте села носило название Чиписани/Чеписань,  русифицированное в  Чибисанский пост. 
В 1905-1947 у японцев называлось Нагахама (яп. 長浜).
Переименован в Озерский 15 октября 1947 года по расположению посёлка близ нескольких озёр.
Постановлением Администрации Сахалинской области от 26.04.2004 № 50-па п.г.т. Озёрский преобразован в село Озёрское.

## География
Находится в южной части Сахалина, , в 27 км от районного центра, на самом побережье, омываемом с юга водами залива Анива. На суше окружено озёрами. С севера село ограничивает Малое Чибисанское озеро и связанное с ним Большое Чибисанское озеро, простирающееся далее на север. К востоку от села располагается Малое Вавайское озеро, соединённое рекой Проточной с Малым Чибисанским озером. Далее к востоку от Малого Вавайского озера простирается соединённое с ним Большое Вавайское озеро.

## История
Айнское первопоселение на месте села носило название Чиписани/Чеписань. 
В 1853 году Чеписань впервые упоминается участником амурской экспедиции лейтенантом Н. В. Рудановским в связи с путешествием по Тонино-Анивскому полуострову.
В 1869 году основан русский Чибисанский военный пост (по другим данным — ещё в марте 1868 года как пост на месте селения Чеписань, подпоручиком В. К. Шваном), построенный для защиты от иностранного вмешательства.
Пост был станцией на переезде из поста Муравьёвского в пост Корсаковский. Наименование поста сохранилось в названиях расположенных возле современного поселения озёр — Большого и Малого Чибисанского.
В 1898 году в селении Чеписань насчитывалось всего 7 домохозяйств с общим числом строений в 19.
В 1905 году поселение завоевано войсками Японской империи вкупе со всем Южным Сахалином.
До 1945 года принадлежало японскому губернаторству Карафуто и называлось Нагахама (яп. 長浜).
Переименован в Озерский 15 октября 1947 года по расположению посёлка близ нескольких озёр. В советское время здесь была база крупнейшего на Сахалине рыболовецкого колхоза им. Кирова.
Постановлением Администрации Сахалинской области от 26.04.2004 № 50-па п.г.т. Озёрский преобразован в село Озёрское.

## Население
| 1925  | 1935  | 1959  | 1970  | 1979  | 1989  | 2002  |
| ----- | ----- | ----- | ----- | ----- | ----- | ----- |
| 1210  | ↗2160 | ↗3374 | ↘2045 | ↗2075 | ↗2468 | ↘1785 |
| 2010  | 2013  | 2021  |       |       |       |       |
| ↘1394 | ↘1326 | ↘1300 |       |       |       |       |

По переписи 2002 года население — 1785 человек (882 мужчины, 903 женщины).

## Транспорт
Полностью дорога между селом и районным центром на 2023 год не асфальтирована.